# ペディバステト2世
ペディバステト2世（Pedubast II 、在位：紀元前740? - 730年頃?）は古代エジプト第三中間期のファラオ。即位名はセヘテプイブエンラー。

## 概要
タニスやメンフィスから出土した幾つかの石碑からわずかに名前が知られているに過ぎない。所属王朝についても研究者の間で意見が分かれており、現在も一致を見ていない。
ドドソンらは第22王朝のシェションク5世の息子で、その後継者だったと見ている。また、同王朝の最期の王であるオソルコン4世とは兄弟もしくは親子であったと考えている。
第25王朝のピアンキによるエジプト統一を記念した『勝利の碑文』では、第24王朝のテフナクトら下エジプトの諸王に続いて、彼らと共に降伏した諸侯の名が記載されている。その中には中部エジプトのアトリビスの王子としてべディバステトも列せられている。これを踏まえて、Beclerathはペディバステト2世がイウプト2世の息子で、第25王朝の宗主下でアトリビスを統治した第23王朝の王であったとみなす。
また、Kitchenはエジプトがアッシリアの支配下に置かれた前660年頃、アッシュールバニパル王の宗主下で地方を統治した諸侯の内の一人であったと考えている。